# Lista de telenovelas e séries da Telefe
Segue-se a lista de telenovelas e séries da Telefe, rede de televisão da Argentina. 

## Telenovelas e séries por ordem de exibição

#### Década de 1980
| # | Ano  | Produção             | Autoria        | Direção        | Ref.  |
| - | ---- | -------------------- | -------------- | -------------- | ----- |
| 1 | 1982 | Amor gitano          | Olga Ruilópez  | Emílio Nariño  | [ 1 ] |
| 2 | 1984 | Pobre Clara          | Carmen Daniels | -              | -     |
| 3 | 1986 | Amor prohibido       | Alberto Migré  | Rodolfo Hoppe  | [ 2 ] |
| 4 | 1987 | La tota y la porota  | -              | -              | -     |
| 5 | 1988 | Amándote             | Ligia Lezama   | Ileana Fontana | -     |
| 6 | 1989 | La familia Benvenuto | Luis Buero     | Víctor Stella  | [ 3 ] |

#### Década de 1990
| #  | Ano  | Produção                | Autoria                                                  | Direção                                         | Ref.   |
| -- | ---- | ----------------------- | -------------------------------------------------------- | ----------------------------------------------- | ------ |
| 7  | 1990 | La pensión de la porota | -                                                        | -                                               | -      |
| 8  | 1990 | Amándote II             | Ligia Lezama                                             | Lito de Filippis                                | [ 4 ]  |
| 9  | 1990 | Atreverse               | Alejandro Doria                                          | Alejandro Doria                                 | [ 5 ]  |
| 10 | 1990 | Amigos son los amigos   | Gustavo Barríos Ricardo Rodríguez                        | Enrique Acosta Carlos Olivieri                  | [ 6 ]  |
| 11 | 1991 | El gordo y el flaco     | Juan Carlos Mesa                                         | Juan Carlos Mesa                                | [ 7 ]  |
| 12 | 1991 | ¡Grande, pa!            | Patricia Maldonado Guis Gustavo Barrio Ricardo Rodríguez | Víctor Stella                                   | [ 8 ]  |
| 13 | 1995 | Chiquititas             | Cris Morena                                              | Claudio Ferrari                                 | [ 9 ]  |
| 14 | 1996 | Amor sagrado            | -                                                        | -                                               | -      |
| 15 | 1998 | Verano del 98           | Cris Morena                                              | Patrícia Maldonado                              | [ 10 ] |
| 16 | 1998 | Muñeca brava            | Enrique Torres                                           | Hernán Abrahamnsohn Víctor Stella Gaita Aragona | [ 11 ] |
| 17 | 1999 | Cabecita                | Enrique Torres                                           | Jorge Montero                                   | [ 12 ] |
| 18 | 1999 | Buenos vecinos          | Mario Schrajis                                           | Jorge Montero Eduardo Ripari                    | [ 13 ] |

#### Década de 2000
| #  | Ano  | Produção                 | Autoria                            | Direção                                                                                 | Ref.   |
| -- | ---- | ------------------------ | ---------------------------------- | --------------------------------------------------------------------------------------- | ------ |
| 19 | 2002 | Kachorra                 | Gustavo Barrios Diana Segovia      | Jorge Montero Miguel Colom                                                              | [ 14 ] |
| 20 | 2003 | Resistiré                | Gustavo Belatti Mario Sagade       | Negro Luna Daniel Aguirre Miguel Colom                                                  | [ 15 ] |
| 21 | 2004 | Culpable de este amor    | Daniel Delbene Oscar Ibarra        | Frederico Palazzo Gabriel Del Ciancio Omar Aiello                                       | -      |
| 22 | 2004 | Los Roldán               | Marcelo Tinelli Sebastián Ortega   | Pablo Cullel                                                                            | [ 16 ] |
| 23 | 2005 | Amor en custodia         | Enrique Estevanez Marcela Citterio | Negro Luna Gabriel De Ciancio Pablo Ambrosini Daniel Aguirre Rodolfo Cela Diego Sánchez | [ 17 ] |
| 24 | 2005 | Ambiciones               | Gustavo Belatti Mario Segade       | Miguel Colom                                                                            | -      |
| 25 | 2006 | Alma pirata              | Cris Morena                        | Miguel Colom                                                                            | [ 18 ] |
| 26 | 2006 | Montecristo              | Adriana Lorezón Marcelo Camaño     | Miguel Colom                                                                            | [ 19 ] |
| 27 | 2008 | Vidas robadas            | Marcelo Camaño Guillermo Salmerón  | Miguel Colom                                                                            | [ 20 ] |
| 28 | 2008 | Don Juan y su bella Dama | Claudio Vilaruel Bernarda Llorente | Negro Luna Pablo Ambrosini Pablo Bagnus                                                 | [ 21 ] |
| 29 | 2008 | Los exitosos Pells       | Sebastián Ortega                   | Eduardo Ripari Mariano Ardanaz Daniel Del Filippo                                       | [ 22 ] |
| 30 | 2009 | Niní                     | Gabriela Fiore Jorge Chernov       | Daniel Del Filippo Jesús Braceras                                                       | [ 23 ] |
| 31 | 2009 | Botineras                | Sebastián Ortega                   | Negro Luna Pablo Ambrosini Diego Sánchez Pablo Vásquez Omar Aiello                      | [ 24 ] |

#### Década de 2010
| #  | Ano  | Produção                         | Autoria                                                    | Direção                                        | Ref.   |
| -- | ---- | -------------------------------- | ---------------------------------------------------------- | ---------------------------------------------- | ------ |
| 32 | 2010 | Caín y Abel                      | Claudio Villaruel Bernarda Lloreta                         | Miguel Solom                                   | [ 25 ] |
| 33 | 2011 | El elegido                       | Adriana Lorezón Pablo Echarri                              | Negro Luna Pablo Ambrosini Omar Aiello         | [ 26 ] |
| 34 | 2012 | Dulce amor                       | Quique Estevanez                                           | Mauro Scandolari Hugo Alejandro Moser          | [ 27 ] |
| 35 | 2012 | Graduados                        | Sebastián Ortega                                           | Miguel Colom                                   | [ 28 ] |
| 36 | 2012 | La dueña                         | Martín Kweller Nacho Viale                                 | Diego Palacio Mariano Ardanaz Jesus Braceras   | [ 29 ] |
| 37 | 2013 | Los vecinos en guerra            | Sebastián Ortega                                           | Miguel Colom                                   | [ 30 ] |
| 38 | 2013 | Aliados                          | Cris Morena                                                | Negro Luna Diego Sánchez Estela Cristiani      | [ 31 ] |
| 39 | 2014 | Señores papis                    | Marcela Guerty                                             | Gustavo Luppi Omar Aiello Pablo Vásquez        | [ 32 ] |
| 40 | 2014 | Somos familia                    | Enrique Estevanez                                          | Hugo A. Moser Mauro Scandolari                 | [ 33 ] |
| 41 | 2014 | Camino al amor                   | Quispe Estevanez                                           | Mariano Ardanaz Javier Pérez Daniel De Felippo | [ 34 ] |
| 42 | 2014 | Viudas e hijos del rock and roll | Sebastián Ortega                                           | Mariano Ardanaz Javier Pérez Diego Sánchez     | [ 35 ] |
| 43 | 2016 | Educando a Nina                  | Sebastián Ortega                                           | Mariano Ardanaz Javier Pérez Daniel De Felippo | [ 36 ] |
| 44 | 2016 | Por amarte así                   | Martín Kweller Gabriel Corrado                             | Viviana Guadarrama Mauro Scandolari            | [ 37 ] |
| 45 | 2017 | Amar después de amar             | Erika Halvorsen Micaela Libson Esteban Garrido             | Miguel Colom Pablo Vásquez                     | [ 38 ] |
| 46 | 2017 | Fanny la fan                     | Sebastián Ortega                                           | Mariano Ardanaz Pablo Ambrosini                | [ 39 ] |
| 47 | 2017 | Golpe al corazón                 | Quispe Estevanez                                           | Quispe Estevanez                               | [ 40 ] |
| 48 | 2018 | Sandro de América                | Adrian Caetano Mariano Vera Esther Feldman Nora Mazzitelli | Adrián Caetano                                 | [ 41 ] |
| 49 | 2018 | Cien días para enamorarse        | Sebastián Ortega                                           | -                                              | [ 42 ] |
| 50 | 2018 | Rizhoma Hotel                    | Martín Kwueller                                            | Marú Mosca                                     | [ 43 ] |
| 51 | 2018 | Pasados de copas                 | Marcos Mundstock                                           | -                                              | -      |
| 52 | 2018 | Morir de amor                    | Erika Halvorsen Gonzalo Demaría                            | Anahí Barneri                                  | [ 44 ] |
| 53 | 2019 | Atrapa a un ladrón               | -                                                          | -                                              | -      |
| 54 | 2019 | La otra cara de Rita             | -                                                          | -                                              | -      |
| 55 | 2019 | Campanas en la noche             | Lilly Ann Martin Jessica Valls                             | Negro Luna Omar Aiello                         | [ 45 ] |
| 56 | 2019 | Pequeña Victoria                 | Erika Halvorsen Daniel Burman                              | -                                              | [ 46 ] |
| 57 | 2019 | Inconvivencia                    | Martín Kweller Mariano Hueter                              | -                                              | [ 47 ] |

#### Década de 2020
| #  | Ano  | Produção               | Autoria        | Direção                                     | Ref.   |
| -- | ---- | ---------------------- | -------------- | ------------------------------------------- | ------ |
| 58 | 2020 | Los internacionales    | Nahuel Gallota | Martín Hodara Pablo Vázquez Pablo Ambrosini | [ 48 ] |
| 59 | 2021 | Pequeñas Victorias     | Juan Taratuto  | Juan Taratuto                               | [ 49 ] |
| 60 | 2022 | El primero de nosotros | Juan Taratuto  | Pablo Vásquez Pablo Ambrosino               | [ 50 ] |